# 费逢吉
费逢吉（1982年8月5日—）出生于上海，身高1.59米，是中国女子射擊運動員。 1993年开始射击训练，1996年开始参赛，曾奪得2002年射擊世锦赛25米运动手枪冠军、10米气手枪亚军以及2006年第49届射击世锦赛女子25米手枪亞軍。她也参加過2008年夏季奥林匹克运动会女子25米运动手枪比賽，最終排名第四。 